# FK Bregalnica Delčevo
O FK Bregalnica Delčevo é um clube de futebol macedônio com sede em Delčevo. A equipe compete no Campeonato Macedônio de Futebol, na terceira divisão.

## História
O clube foi fundado em 1926.